# 743
Cette page concerne l'année 743  du calendrier julien. Pour l'année 743 av. J.-C., voir 743 av. J.-C.
L'année 743 est une année commune qui commence un mardi.

## Événements

### Asie
- 6 février[1] : début du règne de al-Walid II calife de Damas (fin en 744)[2].
- Juin : Yahya, fils de Zayd ben Ali, qui a rallumé la révolte chiite (Zaïdisme) au Khorassan après sa libération sur ordre du nouveau calife, est massacré avec ses partisans dans la région de Hérat[3].
- 7 novembre : l'empereur Shōmu ordonne l'érection du daibutsu du Tōdai-ji à Nara au Japon ; le prêtre coréen Gyogi est chargé de récolter des dons auprès du peuple pour sa construction, ainsi que pour celle de quarante-neuf temples régionaux. Il réussit à concilier bouddhisme et shintoïsme[4].

- Le système juridique ritsuryō est modifié au Japon aux termes d’une réforme d’une portée considérable, destinée à encourager le développement de nouvelles terres agricoles en accordant des droits de propriété pleine et entière à quiconque en commencerait l’exploitation (Shōen)[4].
- L'hindouisme qui a réussi sa contre-réforme en 743, se développe en Inde au détriment du bouddhisme.

### Europe
- 1er mars : Carloman réunit le concile de Leptines aux Estinnes (sur le territoire de l'actuelle commune d'Estinnes, près de Binche en Hainaut)[5].
  - Interdiction des pratiques magiques et astrologiques : condamnation des cérémonies de « vince luna », qui consistent à une série de « conduite de bruit » lors des éclipses de lune (culte cosmique de la femme), condamnation de la pratique de faire du feu à l’aide d’une baguette (feu sacré appelé nodfyr)[6].
  - Institution de la precaria verbo regis, qui règle le problème des confiscations de biens de l’Église. Il est convenu que, pour aider l’armée, les biens accordés à un fidèle par le prince resteraient au bénéficiaire à condition qu’il reconnaisse les titres de propriété de l’Église par le paiement d’un cens[7].
- 7 février - 3 mars : début du règne de Childéric III, roi des Francs et dernier mérovingien après un interrègne de six ans (fin en 751)[8].
- Printemps : Pépin le Bref et Carloman battent le duc Odilon de Bavière sur les bords du Lech. Les deux frères ravagent la Bavière pendant 52 jours puis se séparent : Carloman marche contre les Saxons et Pépin contre Hunald d'Aquitaine[9].
- 22 mars : concile de Rome, le premier daté du règne du roi des Lombards[10].
- 1er avril : le pape Zacharie répond à une lettre de Boniface, qui se plaint de l'état déplorable de la culture des clercs (méconnaissance du latin), et de leurs mœurs dissolues (cas de concubinages)[11].
- 21 avril : un premier synode sur sol allemand se tient en présence de Boniface[12].
  - Pépin le Bref et Carloman entreprennent la réforme de l’Église franque par une série de capitulaires : Il faut qu’il y ait un évêque dans chaque ville et que tout le clergé de son diocèse lui obéisse ; que les moines et les religieuses s'abstiennent de sortir des monastères sans autorisation ; que les richesses soustraites à l’Église lui soient restituées ; que les diacres et les prêtres adultères et fornicateurs soient dégradés et obligés de faire pénitence. Les prêtres sont tenus de se rendre aux synodes annuels de l’évêché. Les métropolites sont rétablis dans leurs fonctions.
- 29 juin : entrevue de Pavie entre le pape Zacharie et le roi des Lombards Luitprand ; ce dernier a profité des dissensions entre le pape et l’empire byzantin pour attaquer l’exarchat de Ravenne. Mais le pape prend le parti de l’empereur et, à la demande de l’exarque, obtient de Luitprand qu’il signe une trêve avec l’empire[13].
- Septembre : début du siège de Constantinople par les troupes de Constantin V[14].
- 2 novembre : Constantin V Copronyme entre dans Constantinople et reprend le pouvoir[15]. L'usurpateur Artavasdos a les yeux crevés. Le patriarche Anastase est exhibé dans l’hippodrome monté sur un âne[16].

## Décès en 743
- 6 février[1] : Hicham ben Abd al-Malik, 10e calife omeyyade.